# 王同讚
王同讚（1532年—？），字儆甫，福建泉州府晉江縣人，民籍，明朝政治人物。

## 生平
嘉靖三十七年（1558年）戊午科福建鄉試第八十名舉人。嘉靖四十一年（1562年）中式壬戌科會試第一百六十四名，二甲第三十七名進士。授平度州知州，歷升绍兴府同知、户部员外郎、郎中、柳州府知府。

## 家族
曾祖王寰；祖父王綱；父王叔中，母施氏。重庆下。